# Plan de Guerra Rojo

El Plan de Guerra Rojo era un plan estratégico de Estados Unidos en caso de guerra contra el Imperio Británico. El "azul" indicaba a los Estados Unidos, mientras que el "rojo" indicaba al Imperio Británico, cuyos territorios tenían sus propios tonos de rojo: Gran Bretaña (rojo), Terranova (rojo), Canadá (carmesí), India (rubí), Australia (escarlata), Nueva Zelanda (granate) y otras áreas sombreadas en rosa que no formaban parte del plan. El Estado Libre de Irlanda, en ese momento independiente dentro del Imperio Británico, fue nombrado "esmeralda" en verde.

El Plan de Guerra Rojo, también conocido como El Plan de Guerra Estratégico del Atlántico, fue uno de los planes de guerra codificados en colores creados por el Departamento de Guerra de los Estados Unidos durante el período de entreguerras de 1919 a 1939, que cubrían posibles escenarios relaciones a una hipotética guerra con el Imperio Británico (las fuerzas "rojas", posiblemente una referencia al Pabellón Rojo). Muchos planes de guerra diferentes fueron preparados por oficiales de rangos medios, principalmente como ejercicios de entrenamiento sobre cómo calcular la logística y el poderío humano necesarios para luchar una guerra, y el Plan de Guerra Rojo delimitó los pasos necesarios para defender cualquier posible intento de invasión de las fuerzas británicas a los Estados Unidos. También discutía la posibilidad de luchar una guerra en dos frentes, contra Japón y Gran Bretaña simultáneamente (como se pensó en el Plan de Guerra Rojo-Naranja).
El Plan de Guerra Rojo fue desarrollado por el Departamento de Guerra luego de la Conferencia Naval de Ginebra y aprobado en mayo de 1930 por el Secretario de Guerra Patrick J. Hurley y el Secretario de la Armada Charles Francis Adams III, para luego ser actualizado en 1934-35. Era un hipotético ejercicio de rutina y no requería aprobación presidencial o congresal. Sólo el Congreso tiene el poder de declarar una guerra.
En 1939, tras el estallido de la Segunda Guerra Mundial, se tomó la decisión de que no era necesario continuar con el planeamiento pero se retuvo la idea original. El Plan de Guerra Rojo no fue desclasificado hasta 1974.
El plan detallaba acciones que serían necesarias si, por cualquier razón, los Estados Unidos y Gran Bretaña entraban en guerra. El plan asumía la posibilidad de que Gran Bretaña tuviera la ventaja inicial debido al poderío de la Marina Real. El plan continuaba las suposiciones de que Gran Bretaña probablemente usaría su base canadiense como un medio impulsor sobre el que iniciar una invasión a gran escala sobre Estados Unidos. La suposición indicaba que al principio, los Estados Unidos lucharían defensivamente contra las fuerzas invasoras pero eventualmente lograrían derrotar a las fuerzas británicas bloqueando los puertos de Canadá y cortando los suministros de alimentos. Sin embargo, se originó un debate sobre si el plan hubiera sido realmente exitoso no desembocado en un estancamiento. Tal fue la estrategia empleada por los británicos en la Guerra de 1812.

## Esquema

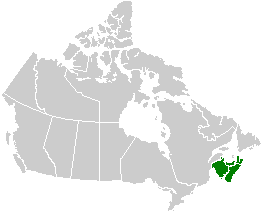
Las Marítimas, en Canadá oriental, fueron las principales áreas estratégicamente importantes del plan.

El Plan de Guerra Rojo detalló una descripción geográfica de Canadá, sus recursos militares, medios de transporte y evaluó una serie de posibilidades de realizar campañas preventivas para invadir varias zonas importantes de Canadá y ocupar puertos claves y vías férreas antes de que los británicos pudieran enviar refuerzos a los canadienses -se asumía que Gran Bretaña usaría Canadá como punto de partida. La idea aceptaba que los ataques de EE. UU. a Canadá prevendrían que Gran Bretaña usase recursos, puertos o bases aéreas canadienses.
Una jugada importante era la de realizar un ataque conjunto y sincronizado con la Armada de Estados Unidos para capturar la ciudad portuaria de Halifax, bloqueando así la posibilidad de la llegada de refuerzos británicos. Su siguiente objetivo era "capturar plantas de energía cerca de las Cataratas del Niagara." Esto continuaría con una invasión total en tres frentes: desde Vermont para tomar Montreal y Quebec, desde Dakota del Norte para tomar el raíl de Winnipeg, y desde el medio oeste para capturar los puntos estratégicos de las minas de níquel de Ontario. En paralelo, la armada tomaría control de los Grandes Lagos y bloquearía los puertos canadienses del Atlántico y del Pacífico.

### Zonas de operación
Las principales zonas de operación discutidas en el plan fueron:
- Nueva Escocia y Nuevo Brunswick:
  - La ocupación de Halifax negaría a la Marina Real el uso de una gran base y cortaría los vínculos de acceso entre Gran Bretaña y Canadá.
  - El plan consideraba varias opciones de tierra y mar para el ataque y concluía que un aterrizaje en la bahía de St. Margaret y en una bahía poco desarrollada de Halifax sería superior a un asalto directo a través de tierra.
  - Si se fallaba al intentar tomar Halifax, los EE. UU. podrían ocupar Nuevo Brunswick por tierra y aislar a Nueva Escocia del resto de Canadá cortando la comunicación ferroviaria en Moncton.
- Quebec y el valle del Río San Lorenzo:
  - La ocupación de Montreal y de la ciudad de Quebec aislarían al resto de Canadá de sus provincias atlánticas, lo que prevendría un movimiento de tropas y recursos en ambas direcciones.
  - Las rutas del norte de Nueva York hasta Montreal y desde Vermont hasta Quebec se presentaban satisfactorias para una ofensiva, siendo Quebec el objetivo más crítico.
- Ontario y la zona de los Grandes Lagos:
  - La ocupación de esta región proveería control de Toronto y la mayor parte de la industria canadiense. También prevendría a Gran Bretaña y Canadá usarla para ataques terrestres o aéreos en contra del corazón industrial de los Estados Unidos en el medio oeste.
  - El plan proponía ofensivas simultáneas desde Búfalo a través del Río Niágara, desde Detroit a través del Río Detroit hasta Windsor y desde Sault Ste. Marie a través del Río St. Marys hasta Sudbury. El control de los Grandes Lagos por parte de EE. UU. era considerado logísticamente necesario para una invasión a largo plazo.
- Winnipeg
  - Winnipeg es el nexo central del sistema de raíles que conectan el país entero.
  - El plan no preveía grandes complicaciones para una ofensiva desde Grand Forks en Dakota del Norte hacia Winnipeg.
- Vancouver y Victoria:
  - Aunque la distancia de Vancouver hasta Europa reducía su importancia, la ocupación de este estado prevendría el uso de su base a la Marina Real y cortaría el acceso de Canadá hacia el Océano Pacífico.
  - Vancouver podría ser fácilmente atacada por tierra desde Bellingham, Washington y la Isla de Vancouver por mar desde Port Angeles, Washington.
  - El puerto Prince Rupert de Columbia Británica tiene una conexión ferroviaria con el resto de Canadá, pero un bloqueo naval se veía igual de fácil si Vancouver era tomada.

### Sin ataques fuera del Hemisferio Occidental
Al contrario del Plan Arcoíris Cinco, el Plan de Guerra Rojo no preveía ataques fuera del Hemisferio Occidental. Sus autores veían la conquista de Canadá como la mejor forma de atacar a Gran Bretaña y creían que al hacerlo provocaría que Londres iniciase negociaciones por la paz. Uno de los problemas del plan era que no discutía cómo atacar al país europeo si Canadá se declaraba neutral, algo que los autores creían era posible (el plan aconsejaba no aceptar la neutralidad canadiense sin el permiso de ocupar los puertos del país y algunos terrenos hasta que la guerra finalizase). Los EE. UU. decidieron que deberían enfocarse primero en las operaciones en el territorio nacional y atlántico y dejar solos los territorios del pacífico como las bases de Filipinas, Guam y Samoa para defenderse de cualquier ataque británico, australiano o neozelandés durante las etapas tempranas del conflicto.
Basados en extensos ejercicios y prácticas en el Colegio de Guerra Naval, el plan rechazó la idea de atacar las naves británicas o intentar destruir la Flota Real. La principal flota estadounidense se quedaría, en cambio, en el territorio occidental del Atlántico Norte para bloquear el tráfico anglocanadiense. La armada esperaría una buena oportunidad para atacar la flota enemiga y, si lograban vencer, entonces atacarían las colonias británicas en el hemisferio occidental.
En 1935, el Plan de Guerra Rojo tuvo una actualización en la cual se especificaba que rutas usar durante la invasión. "El camino más práctico hacia Vancouver es a través de la Ruta 99."
Los creadores del plan estadounidense no tenían pensado devolver los territorios británicos capturados: "La política será preparar esas provincias y territorios ROJOS y CARMESÍES para que se conviertan en estados americanos y territorios de la unión AZUL luego de la declaración de paz." Así mismo, también temían que, en caso de perder la guerra contra Gran Bretaña, Estados Unidos sería forzado a entregar sus territorios a los vencedores, como Alaska (que en ese entonces era considerado un territorio organizado incorporado) a Canadá en parte del tratado de paz: "Es probable que, en caso de que los ROJOS sean vencedores en la guerra, los CARMESÍES demandarán que Alaska sea entregada a ellos."

## Estrategia británica para la guerra contra Estados Unidos
Las Fuerzas Armadas Británicas nunca prepararon formalmente un plan para una hipotética guerra contra Estados Unidos durante la primera mitad del siglo XX. En su lugar, el gobierno de David Lloyd George restringió en 1919 la construcción de más naves para competir contra el crecimiento de la Armada estadounidense, truncando el desarrollo del plan. Al igual que sus contrapartes estadounidenses, la mayoría de los oficiales militares británicos veían la cooperación con Estados Unidos como la mejor manera de mantener la paz mundial debido a sus culturas, lenguajes y metas compartidas, aunque temían que cualquier intento de regular el comercio durante una guerra con otra nación podría forzar una guerra con Estados Unidos.
Las fuerzas armadas británicas en general creían que, si ocurría una guerra, podrían transportar tropas a Canadá ésta lo solicitaba, pero sin embargo veían prácticamente imposible defender a Canadá de un mucho mayor Estados Unidos, así que no planeaban ayudar, ya que la pérdida de Canadá no sería fatal para Gran Bretaña. Una invasión a gran escala de territorio estadounidense era irreal y un bloqueo naval sería muy lento. La Marina Real no podría usar la estrategia defensiva de aguardar a que Estados Unidos cruce el Atlántico porque el comercio imperial quedaría vulnerable a un bloqueo y si una flota estadounidense grande apareciera cerca de las islas británicas, podrían provocar su rápida rendición. Los oficiales planearon, en su lugar, atacar a la flota estadounidense desde una base en el hemisferio occidental, probablemente Bermudas, mientras otras naves estacionadas en Canadá y las Indias Occidentales atacarían a la armada americana para proteger el comercio imperial. Los británicos también planeaban bombardear ciertas bases costeras y realizar pequeños asaltos anfibios. India y Australia ayudarían a capturar Manila para prevenir los ataques americanos sobre el comercio británico en Asia y tal vez una posible conquista de Hong Kong. Los oficiales esperaban que dichos actos resultarían en un estancamiento, produciendo que la guerra perdiera popularidad en los Estados Unidos, seguido de una negociación por la paz .
El oficial militar canadiense, Teniente Coronel James "Buster" Sutherland Brown, desarrolló una contraparte temprana para el Plan de Guerra Rojo, el Esquema de Defensa Nº 1, el 12 de abril de 1921. Brown sostenía que la mejor defensa era una buena ofensiva y planeó el rápido despliegue de columnas de vuelo que deberían ocupar Seattle, Great Falls, Minneapolis y Albany. A pesar de que sabía que habría poca esperanza de sostener estos objetivos a largo plazo, la idea de Brown era distraer a las tropas americanas hacia los flancos y lejos de Canadá, con la esperanza de dar el tiempo suficiente para que los aliados británicos y de la Mancomunidad arriben con refuerzos. El Esquema de Defensa Nº 1 fue finalmente rechazado por el comandante general de las fuerzas canadienses, Andrew McNaughton, en 1928, dos años antes de que se aprobara el Plan de Guerra Rojo.

## Otras lecturas
- Bell, Christopher M., “Pensando lo impensable: estrategias navales británicas y estadounidenses para una guerra angloamericana, 1918-1931”, International History Review, (noviembre de 1997) 19#4, 789–808.
- Holt, Thaddeus, "Plan Conjunto Rojo", en MHQ: The Quarterly Journal of Military History, vol. 1 no. 1.
- Mayor, Juan. "War Plan Red: El plan estadounidense para la guerra con Gran Bretaña", Historian (1998) 58 # 1, págs. 12-15.
- Preston, Richard A. La defensa de la frontera indefensa: planificación de la guerra en América del Norte 1867–1939 . Montreal y Londres: McGill-Queen's University Press, 1977.
- Rudmin, Floyd W. Bordeando la agresión: evidencia de preparativos militares de EE. UU. contra Canadá . (1993). Editorial Voyageur.ISBN 0-921842-09-0